# President Taft at San Francisco
President Taft at San Francisco è un cortometraggio muto del 1911 prodotto dalla Essanay di Chicago. Il nome del regista non viene riportato nei credit.

## Trama
Il presidente William Howard Taft (1857-1930) dà la prima palata di terra alla Panama Pacific Exposition per celebrare la ricostruzione della città di San Francisco.

## Produzione
Il film fu prodotto dalla Essanay Film Manufacturing Company. Venne girato in California, a San Francisco: la città, che era stata devastata nel 1906 da un terribile terremoto a cui era seguito un grande incendio, era stata rapidamente ricostruita. Il cortometraggio documenta la visita del presidente degli Stati Uniti che dà il via all'Esposizione Internazionale di Panama e del Pacifico.

## Distribuzione
Distribuito dalla General Film Company, il film - un cortometraggio di una bobina - uscì nelle sale cinematografiche USA il 16 novembre 1911.